# Mila Mar
Mila Mar est un groupe allemand de musique alternative, originaire de Marth, près de Göttingen. Formé en 1994, le groupe cesse ses activités en 2007, et la chanteuse Anke Hachfeld poursuit une carrière solo sous le nom de Milù. Le groupe se reforme par la suite en 2015.

## Histoire
Mila Mar est formé fin 1994 au Wiesenmühle à Marth, près de Göttingen. C'est au même endroit que le groupe se produit pour la première fois le 16 mars 1996. Après avoir sorti quatre albums et trois singles, Mila Mar annonce en décembre 2002, trois mois avant la sortie de leur dernier album, que Meyer et Beischer allaient quitter le groupe. Kirchner et Hachfeld enregistrent à deux l'album Picnic on the Moon, suivi en 2004 d'une dernière tournée avec le renfort de Tobias Unterberg (The Inchtabokatables, Deine Lakaien), Lars Watermann et Jan Klemm (The Inchtabokatables). En même temps, Anke Hachfeld lance son nouveau projet Milù et accompagne le groupe Schiller lors de leur tournée.
Bien que Mila Mar ne se soit jamais officiellement séparé, Anke Hachfeld exclut en 2005, lors d'une interview au Wave Gotik Treffen, que le projet puisse continuer :

« Chez Mila Mar ? Nous ne jouons plus en live ! Nous ne jouerons plus, du moins rien ne le laisse supposer. Avec Milú, nous jouerons avec Dirk et Lars, qui a également joué avec Mila Mar. Les prochains trucs live, on les jouera tous sous Milú, Mila Mar n'existera plus. »

— Anke Hachfeld, en interview avec Maximilian Nitschke
Après que le groupe ait demandé à ses fans des idées de concerts via Facebook début 2015, Mila Mar joue son premier concert depuis environ 11 ans lors du Wave-Gotik-Treffen 2015. D'autres concerts live suivent en 2016 et 2017, notamment à Munich, Francfort-sur-le-Main, Leipzig et Hanovre (Eisfabrik). En octobre 2018, Katrin Beischer annonce quitter le groupe pour des raisons personnelles. Elle joue son dernier concert commun avec Mila Mar le 27 octobre dans la grotte Baumannshöhle dans le Harz.
En 2019, les deux albums Picnic on the Moon ainsi que Elfensex sont publiés en tant que remaster avec un nouvel artwork. Dans le cas de Picnic on the Moon, le titre Beside est ajouté et les deux titres Top Secret et Nach Elf im Wald sont supprimés. L'album Harar sort en 2020. 

## Discographie

### Albums studio
- 1997 : Mila Mar (autoproduit)
- 1999 : Nova
- 2000 : Elfensex
- 2019 : Elfensex sowie Picnic on the Moon (réédition de versions remasterisées par le label Dryland)[8]
- 2020 : Harar
- 2024 : Songs from the other Side

### EP
- 2018 : Haime

### Singles
- 2001 : Maid of Orleans
- 2001 : Silver Star
- 2003 : Picnic on the Moon
- 2003 : Liebe (34e place des charts allemands[9])
- 2003 : Sense of Being
- 2018 : Jenseits In Tüten
- 2018 : Mila Mar – Picnic on the Moon - Remixes (Strange Ways Records - Indigo)